# Dasybasis montium
Dasybasis montium är en tvåvingeart som först beskrevs av Surcouf 1919.  Dasybasis montium ingår i släktet Dasybasis och familjen bromsar.
Artens utbredningsområde är Ecuador. Inga underarter finns listade i Catalogue of Life.